# La bambina di neve
La bambina di neve (The Snow-Image: A Childish Miracle) è un racconto del 1850 dello scrittore statunitense Nathaniel Hawthorne, dal quale prende titolo la sua raccolta La bambina di neve e altri racconti pubblicata nel 1851.

## Trama
In un freddo pomeriggio d’inverno, due fratellini, Violette e Peony, modellano un pupazzo di neve con le sembianze di una bambina. Quando lo baciano, la figura prende vita e i due cominciano a giocare con lei, considerandola come una sorella. Poco dopo arriva il padre, il signor Lindsey, un commerciante di ferramenta pratico e privo di fantasia. Vedendo la bambina vestita solo con una leggera tunica bianca, si preoccupa per la sua salute e rifiuta di credere al racconto dei figli. Convinto di proteggerla, la conduce in casa per riscaldarla davanti al fuoco, ignorando le suppliche dei bambini e della moglie, che nel frattempo ha iniziato a credere alla loro storia. Uscito per cercarne i genitori, Lindsey torna di corsa dopo aver udito le grida dei figli: accanto al camino non resta che un mucchio di neve. Neppure di fronte all’evidenza, però, l’uomo si arrende, e insiste che si tratti soltanto di neve portata dentro dai bambini con le scarpe, chiedendo con disinvoltura alla moglie di far prendere degli asciugamani dalla domestica.

## Storia editoriale
La storia fu originariamente pensata da Hawthorne per gli adulti e poi adattata per i bambini. Venne pubblicata per la prima volta a New York sulla rivista International Monthly Magazine of Literature, Science, and Art il 1º novembre 1850 e venne inclusa in volume l'anno successivo da Ticknor and Fields a Boston. In Italia è stata pubblicata nel 1900 con il titolo La statuetta di neve, nella raccolta di Hawthorne Racconti del Farwest. Successivamente è stata inclusa nella precedente raccolta di Hawthorne Racconti narrati due volte, con il titolo La bambina di neve: miracolo infantile.

## Adattamenti
Il racconto è stato adattato nel 1978 nell'episodio Storia di un pupazzo di neve della serie anime antologica Le più belle favole del mondo.